# Haukkasaari (ö i Finland, Egentliga Tavastland)
Haukkasaari är en ö i Finland. Den ligger i sjön Nerosjärvi och i kommunen Tavastehus i den ekonomiska regionen  Tavastehus ekonomiska region  och landskapet Egentliga Tavastland, i den södra delen av landet, 120 km norr om huvudstaden Helsingfors. Öns area är 2 hektar och dess största längd är 220 meter i sydöst-nordvästlig riktning.